# اللجنة الوطنية لمراقبة حماية المعطيات ذات الطابع الشخصي

## اللجنة
أحدثت اللجنة الوطنية لمراقبة حماية المعطيات ذات الطابع الشخصي بالمغرب بمقتضى القانون 08-09 الصادر في 18 فبراير 2009 المتعلق بحماية الأشخاص الذاتيين تجاه معالجة المعطيات ذات الطابع الشخصي.
تضطلع اللجنة بمهمة التحقق من أن عمليات معالجة المعطيات الشخصية تتم بشكل قانوني وأنها لا تمس بالحياة الخاصة أو بحقوق الإنسان الأساسية أو بالحريات.
تتشكل اللجنة من شخصيات تتمتع بالحياد والنزاهة وتمتلك كفاءة في الميادين القانونية والقضائية وفي مجال المعلوميات.

### تشكيل اللجنة[4]
الرئيس ويعينه ملك المغرب. ستة أعضاء يعينهم ملك المغرب بناء على اقتراح من:
- الوزير الأول (عضوان)
- رئيس مجلس النواب (عضوان)
- رئيس مجلس المستشارين (عضوان)

تحدد مدة العضوية في اللجنة الوطنية في خمس سنوات قابلة للتجديد مرة واحدة.

## الهيكلة

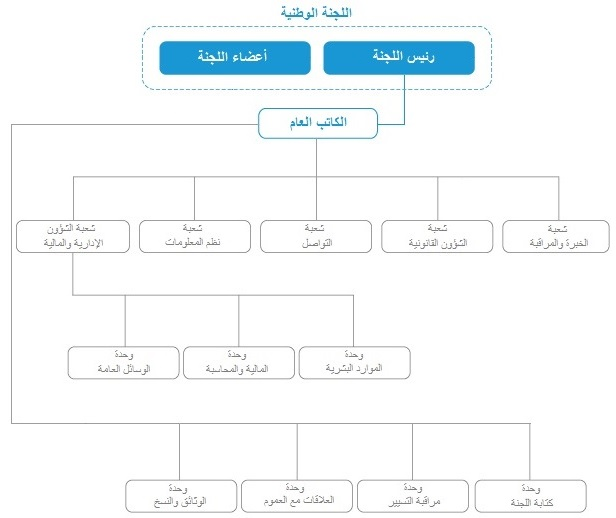

### لائحة أعضاء اللجنة التي تم تعيينها في 31 أغسطس 2010
الرئيس: السيد عمر السغروشني.
الأعضاء:
- السيد
- السيدة سعاد الكوهن
- السيد إدريس بلماحي
- السيد عبد العزيز بن زاكور
- السيد إبراهيم بوعبيد
- السيد عبد المجيد غميجة

## مهام اللجنة الوطنية[5]
إن الهدف الرئيسي للجنة الوطنية هو احترام الحريات والحقوق الأساسية للأشخاص الذاتيين تجاه معالجة معطياتهم ذات الطابع الشخصي. ويمكن تقسيم مهام اللجنة إلى 5 محاور:

### الإخبار والتحسيس
تضطلع اللجنة الوطنية لحماية المعطيات ذات الطابع الشخصي بمهمة إخبار وتحسيس الأفراد والهيئات العمومية والمؤسسات الخاصة. لهذه الغاية، فهي تسهر على:
- اطلاع الأفراد على الحقوق التي يمنحهم إياها الإطار القانوني الجديد في ما يتعلق بمعالجة المعطيات الشخصية بالمغرب.
- إرشاد وتوجيه الأفراد لحمايتهم من كل استعمال متعسف لمعطياتهم الشخصية.
- تحسيس الهيئات العمومية والخاصة بالالتزامات التي يفرضها القانون وبأفضل السبل والوسائل في مجال معالجة المعطيات.
- إرشاد وتوجيه مسؤولي المعالجة للانخراط في عملية ملاءمة تفضي إلى الانسجام مع مقتضيات القانون 08-09 ونصوصه التطبيقية.
- توضيح القواعد والآليات التي تؤطر نقل المعطيات الشخصية إلى الخارج وذلك لفائدة الفاعلين الاقتصاديين.

### الاستشارة والاقتراح
تقوم اللجنة الوطنية بتقديم المشورة للحكومة والبرلمان والإدارة عموما فيما يتعلق بحماية المعطيات الشخصية. لهذه الغاية فاللجنة:
- تدلي برأيها حول مشاريع ومقترحات القوانين ومشاريع النصوص التنظيمية ذات الصلة بمعالجة المعطيات ذات الطابع الشخصي.
- تساعد الحكومة في تحضير وتحديد الموقف المغربي أثناء المفاوضات الدولية في مجال حماية المعطيات ذات الطابع الشخصي.
- تقدم للحكومة كل مقترح يخص حماية المعطيات الاسمية.

### الحماية
تعد اللجنة الوطنية الهيئة المغربية الرسمية التي أنيط بها حماية المعطيات الشخصية. هذه الصفة تسمح لها بالعمل على إضفاء المزيد من الشفافية في مجال استعمال المعطيات الشخصية من طرف المؤسسات العمومية والخاصة، وكذا ضمان توازن بين الحياة الخاصة للأفراد وحاجة المؤسسات إلى استعمال المعطيات الشخصية في أنشطتها.
لتأمين هذا الدور تقوم اللجنة الوطنية بالمهام التالية:
- معالجة الشكايات الواردة من الأفراد.
- البث في التصاريح وطلبات الإذن الواردة من مسؤولي المعالجة.
- مسك السجل الوطني.

### التحري والمراقبة
تتوفر اللجنة الوطنية على سلطة التحري والبحث التي تمكنها من مراقبة عمليات معالجة المعطيات الشخصية للتأكد من توافقها مع مقتضيات القانون 08-09 ونصوصه التطبيقية. لهذا الغرض، يمكن لأعوان اللجنة المفوضين الولوج لكل العناصر الخاصة بالمعالجة (المعطيات، التجهيزات، البنايات، دعائم حفظ المعلومات...). أعمال المراقبة هذه قد تفضي إلى إصدار عقوبات إدارية أو مالية أو جنائية.

### اليقظة القانونية والتكنولوجية
تقوم اللجنة الوطنية بمراقبة ودراسة وتحليل التوجهات والتحولات التكنولوجية والاقتصادية والقانونية والمجتمعية التي يمكن أن تؤثر على مجال حماية المعطيات الشخصية بالمغرب.